# カタルーニャ民主集中
カタルーニャ民主集中（カタルーニャ語: Convergència Democràtica de Catalunya クンバルジェンシア・ダムクラティカ・ダ・カタルーニャ、CDC、Convergència）はかつて存在したスペインカタルーニャ州の政党。1974年ジョルディ・プジョルが中心となって創設され、カタルーニャ独立主義と自由主義を掲げていた。
CDCは1980年から2015年の間、キリスト教民主主義政党のカタルーニャ民主連合（UDC）と政党連合集中と統一（CiU）を結成していた。両党はこの35年もの間CiUの名ですべての選挙を戦い、CiUはカタルーニャでは第一政治勢力となり、20年以上もの間カタルーニャ自治政府を動かしてきた。2015年この2党の間で考え方の違いによる分裂の動きが表面化、最終的に政党連合は解体した。このことはそれぞれの党のアイデンティティの回復を意味した。
その後、2016年7月10日に新たに設立されたカタルーニャ民主党、のちのカタルーニャ・ヨーロッパ民主党（PDeCAT）へと党機能が移行され、現在は法人格こそ有しているものの事実上解散状態にある。
CDCはアラゴン州の東部、カタルーニャ州との境界地帯に南北に広がる細長い帯状地帯のFranja de Aragón地域にはフランハ民主集中（Convergència Democràtica de la Franja）、カタルーニャ州のバル・ダラン地域にはアラン民主集中（Convergència Democràtica Aranesa）、そしてフランス内の北カタルーニャ、ルサリョー（ルシヨン）地域では2006年にカタルーニャ・ブロック（Bloc Català）が転換したCDCの自治連合組織などの支部連合組織を持つ。

## 歴史
CDCは1980年の州議会選挙から2015年の自治体選挙までの間、カタルーニャ民主連合（UDC）と結成した民族主義政党連合集中と統一（CiU）で選挙に参加してきた。CiUは、カタルーニャ社会主義者党（PSC）、カタルーニャ共和主義左翼（ERC）、カタルーニャ緑のためのイニシアティブ（ICV）の左派3党による連合（tripartito）に数で下回り、過半数の議席を維持できなかった2003年までは自治州政府与党としてカタルーニャを動かしてきた。2010年の州議会選挙では過半数を確保できなかったものの、第2党を大きく上回る議席を獲得、勝利し、党代表のアルトゥール・マスが自治州政府首班に選出された。
CDCは社会労働党（PSOE）政権（1982年-1996年）時代、国民党（PP）政権（1996年-2004年）時代にはそれぞれ国会第1党を助け、政権成立に協力し、単なるカタルーニャ主義者としての影響力を超え、スペイン全体にその存在感を示していた。フェリーペ・ゴンサーレスPSOE政権とともに自治州により構成されるスペイン国家の発展に力を尽くし、自治州の財政基盤の確立にも着手した。またホセ・マリア・アスナール政権の予算の自由化とコントロールの強化についての協力は特に際立っており、そのことによりユーロ導入の第1段階においてスペインの加入を可能とした。CiUとPP間で締結されたマジェスティック協定（Pacto del Majestic）に基づき、PSOE政権時代に始められた自治州財政の拡大、徴兵制の廃止、権限移譲などが進められた。
2003年のジョルディ・プジョルの州首相からの退任により、党のリーダーシップはプジョルの右腕であったアルトゥール・マスの手に移っていった。そして連合体であるCiUの州議選における候補者名簿筆頭（州首相候補）の地位も自動的にマスのものとなっていった。9年後の2012年3月24日にレウスで開催されたCDC第16回党大会において、ジョルディ・プジョルの息子のウリオル・プジョルが党幹事長に指名され、前任のマスは党代表の職責を引き継いだ。そしてジョルディ・プジョルには党代表創設者（presidente fundador）の称号が贈られた。そしてこの党大会において、党の指導者たちはCDCの中期目標は固有の国家、換言すればカタルーニャの独立であることを明確な形で宣言した。
2012年CDCはバルセロナのコルサガ通りにある党本部がパラウ事件（Caso Palau）として知られる汚職スキャンダルが原因で捜査を受けた。
2015年の総選挙に対しては民主主義と自由という名称の選挙連合に参加して臨んでいる。

## 選挙結果

### 国会下院
| 選挙年 | 筆頭候補者                                           | 得票 | 得票率 | 獲得議席 | +/–      | 備考                         |
| ------ | ---------------------------------------------------- | ---- | ------ | -------- | -------- | ---------------------------- |
| 1977年 | ジョルディ・プジョル・イ・スレー                     | N/D  | N/D    | 5 / 350  | -        | カタルーニャ民主協定として。 |
| 1979年 | ジョルディ・プジョル・イ・スレー                     | N/D  | N/D    | 7 / 350  | 2        | 集中と統一（CiU）として。    |
| 1982年 | ミケル・ロカ・ジュニェン                             | N/D  | N/D    | 8 / 350  | 1        | 集中と統一（CiU）として。    |
| 1986年 | ミケル・ロカ・ジュニェン                             | N/D  | N/D    | 13 / 350 | 5        | 集中と統一（CiU）として。    |
| 1989年 | ミケル・ロカ・ジュニェン                             | N/D  | N/D    | 13 / 350 | 増減なし | 集中と統一（CiU）として。    |
| 1993年 | ミケル・ロカ・ジュニェン                             | N/D  | N/D    | 12 / 350 | 1        | 集中と統一（CiU）として。    |
| 1996年 | ジュアキン・ムリンス・イ・アマート                   | N/D  | N/D    | 11 / 350 | 1        | 集中と統一（CiU）として。    |
| 2000年 | シャビエル・トリーアス・イ・ビダル・ダ・リュバテーラ | N/D  | N/D    | 11 / 350 | 増減なし | 集中と統一（CiU）として。    |
| 2004年 | ジュゼップ・アントーニ・ドゥラン・イ・リェイダ       | N/D  | N/D    | 6 / 350  | 5        | 集中と統一（CiU）として。    |
| 2008年 | ジュゼップ・アントーニ・ドゥラン・イ・リェイダ       | N/D  | N/D    | 6 / 350  | 増減なし | 集中と統一（CiU）として。    |
| 2011年 | ジュゼップ・アントーニ・ドゥラン・イ・リェイダ       | N/D  | N/D    | 10 / 350 | 4        | 集中と統一（CiU）として。    |

### カタルーニャ自治州議会
| 選挙年 | 筆頭候補者                       | 得票数 | 得票率 | 獲得議席 | +/–      | 備考                                                  |
| ------ | -------------------------------- | ------ | ------ | -------- | -------- | ----------------------------------------------------- |
| 1980年 | ジョルディ・プジョル・イ・スレー | N/D    | N/D    | 35 / 135 | -        | カタルーニャ民主連合（UDC）との政党連合集中と統一で。 |
| 1984年 | ジョルディ・プジョル・イ・スレー | N/D    | N/D    | 56 / 135 | 21       | カタルーニャ民主連合（UDC）との政党連合集中と統一で。 |
| 1988年 | ジョルディ・プジョル・イ・スレー | N/D    | N/D    | 54 / 135 | 2        | カタルーニャ民主連合（UDC）との政党連合集中と統一で。 |
| 1992年 | ジョルディ・プジョル・イ・スレー | N/D    | N/D    | 54 / 135 | 増減なし | カタルーニャ民主連合（UDC）との政党連合集中と統一で。 |
| 1995年 | ジョルディ・プジョル・イ・スレー | N/D    | N/D    | 46 / 135 | 8        | カタルーニャ民主連合（UDC）との政党連合集中と統一で。 |
| 1999年 | ジョルディ・プジョル・イ・スレー | N/D    | N/D    | 43 / 135 | 3        | カタルーニャ民主連合（UDC）との政党連合集中と統一で。 |
| 2003年 | アルトゥール・マス・イ・ガバロー | N/D    | N/D    | 43 / 135 | 増減なし | カタルーニャ民主連合（UDC）との政党連合集中と統一で。 |
| 2006年 | アルトゥール・マス・イ・ガバロー | N/D    | N/D    | 34 / 135 | 9        | カタルーニャ民主連合（UDC）との政党連合集中と統一で。 |
| 2010年 | アルトゥール・マス・イ・ガバロー | N/D    | N/D    | 45 / 135 | 11       | カタルーニャ民主連合（UDC）との政党連合集中と統一で。 |
| 2012年 | アルトゥール・マス・イ・ガバロー | N/D    | N/D    | 36 / 135 | 9        | カタルーニャ民主連合（UDC）との政党連合集中と統一で。 |
| 2015年 | —                                | N/D    | N/D    | 29 / 135 | 7        | 選挙連合ジュンツ・パル・シで。                        |